# The Hypnotic Cure
The Hypnotic Cure è un cortometraggio muto del 1909. Il nome del regista non viene riportato nei credit del film.

## Trama
Sofferente di reumatismi, il nonno legge sul giornale che il professor Hipp ha scoperto una nuova cura che consiste nell'ipnotizzare i malati. Il nonno, allora, prende appuntamento e si reca dal professore. Ma il medico viene interrotto e chiamato fuori proprio mentre il paziente sta già subendo il trattamento. Ipnotizzato, il nonno, rimasto solo, scappa dalla stanza mettendosi a correre in strada. Il professore, accortosi della sua fuga, si mette a rincorrerlo senza riuscire a raggiungerlo. Il nonno sfugge così a tutti i suoi inseguitori, ritornando guarito a casa.

## Produzione
Il film fu prodotto dalla Lubin Manufacturing Company.

## Distribuzione
Distribuito dalla Lubin Manufacturing Company, il film - un cortometraggio della lunghezza di 117 metri - uscì nelle sale cinematografiche statunitensi il 24 giugno 1909. Nelle proiezioni, veniva programmato con il sistema dello split reel, accorpato in un'unica bobina con un altro cortometraggio prodotto dalla Lubin, il drammatico Saved by His Sweetheart.